# Theophil Pfister

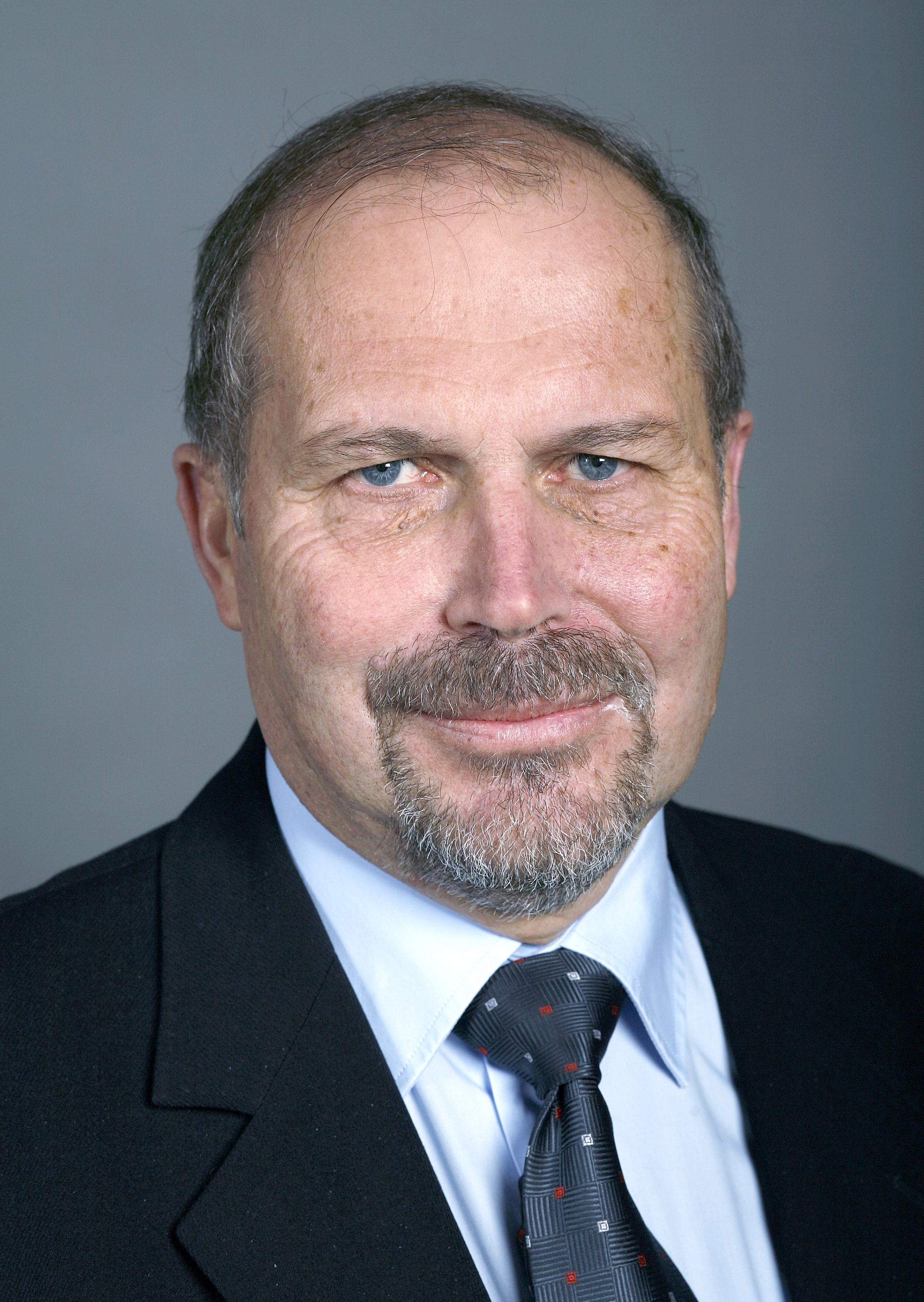
Theophil Pfister (2007)

Theophil Pfister (* 16. Juli 1942 in Uster; † 6. August 2012 in Schwellbrunn; heimatberechtigt in Uster) war ein Schweizer Politiker (SVP). Von 1999 bis 2011 war er Mitglied des Nationalrats.

## Leben
Theophil Pfister war von 1997 bis 2000 Präsident der SVP Untertoggenburg, von 2007 bis 2012 amtete er als Präsident der SVP-Ortspartei von Flawil und war Vorsteher der SVP Senioren. Er wurde bei den Parlamentswahlen 1999 in den Nationalrat gewählt. Dort gehörte er der Finanzkommission und der Kommission für Wissenschaft, Bildung und Kultur an. Zudem war er Präsident der Parlamentarischen Gruppe Schweiz–Israel. Bei den Ständeratswahlen 2003 trat er erfolglos für die SVP an. Bei den Nationalratswahlen 2011 kandidierte Pfister nicht mehr; er wollte jüngeren Parteimitgliedern Platz machen.
Pfister war verheiratet und Vater dreier Kinder. Er arbeitete als Fachlehrer und Informatiker und wohnte zuletzt in Schwellbrunn.